# De La Soul
De La Soul ist eine US-amerikanische Hip-Hop-Gruppe, bestehend aus den Rappern Kelvin Mercer (* 1969) und Vincent Mason (* 1970), die 1987 in Amityville, New York, gegründet wurde. Zur Gruppe gehörte bis zu seinem Tod im Februar 2023 auch David J. Jolicoeur (1968–2023).

## Geschichte
Zusammen mit Bands wie A Tribe Called Quest und den Jungle Brothers bildete De La Soul Ende der 1980er und Anfang der 1990er Jahre die Gruppe der Native Tongue Family, einer Bewegung, die sich statt der damals üblichen Gangsta- und Ghettolyrics mit sozialen Themen beschäftigte und auf ein freundlicheres Image setzte. Es wurde No School und/oder Next School genannt.
Die drei Mitglieder haben sich mehrere Aliasse zugelegt: Kelvin Mercer trägt die Pseudonyme Posdnuos, Mercenary, Plug Wonder Why und Plug One, David Jude Jolicoeur Trugoy the Dove, Dave und Plug Two, und Vincent Mason Pasemaster Mase, Maseo und Plug Three.
Die Musik ihres von Prince Paul produzierten Debütalbums Three Feet High and Rising war geprägt von Samples aus Jazz (Jazz-Rap), Rock und sogar Country, dem Spiel mit einer hippiesken Ästhetik und einem teilweise recht eigentümlichen Humor. So wurde beispielsweise der Titel der Platte einem Song von Johnny Cash entlehnt. Die ausgekoppelte Single Me, Myself and I wurde weltweit ein Hit.
Später trennte sich die Band von Prince Paul und produzierte entweder selbst oder arbeitete mit wechselnden Produzenten (unter anderem J Dilla) zusammen, was sich in den deutlich gewöhnlicheren Instrumentals niederschlug. Trotzdem war jedes Album ein kommerzieller Erfolg mit Einfluss auf die Szene des alternativen Hip-Hops.
Das 2016 erschienene Album and the Anonymous Nobody... finanzierte die Band über die Crowdfunding-Plattform Kickstarter. 2019 verkündeten Kelvin Mercer, David J. Jolicoeur und Vincent Mason, dass sie nach einem langen Streit mit ihrem Label nun rechtlich in der Lage seien, ihre Aufnahmen auf Streaming-Plattformen anzubieten. De La Soul geben dabei an, dass sie sich vom Label nicht gut vertreten gefühlt hätten.
Im Februar 2023 starb David J. Jolicoeur alias Trugoy an einer seit längerem bekannten Herzinsuffizienz.

## Diskografie
Studioalben

| Jahr | Titel Musiklabel                                                      | Höchstplatzierung, Gesamtwochen, AuszeichnungChartplatzierungen (Jahr, Titel, Musiklabel, Platzierungen, Wochen, Auszeichnungen, Anmerkungen) | Höchstplatzierung, Gesamtwochen, AuszeichnungChartplatzierungen (Jahr, Titel, Musiklabel, Platzierungen, Wochen, Auszeichnungen, Anmerkungen) | Höchstplatzierung, Gesamtwochen, AuszeichnungChartplatzierungen (Jahr, Titel, Musiklabel, Platzierungen, Wochen, Auszeichnungen, Anmerkungen) | Höchstplatzierung, Gesamtwochen, AuszeichnungChartplatzierungen (Jahr, Titel, Musiklabel, Platzierungen, Wochen, Auszeichnungen, Anmerkungen) | Höchstplatzierung, Gesamtwochen, AuszeichnungChartplatzierungen (Jahr, Titel, Musiklabel, Platzierungen, Wochen, Auszeichnungen, Anmerkungen) | Anmerkungen                                              |
| Jahr | Titel Musiklabel                                                      | DE | AT | CH | UK | US | Anmerkungen                                              |
| ---- | --------------------------------------------------------------------- | --- | --- | --- | --- | --- | -------------------------------------------------------- |
| 1989 | 3 Feet High and Rising Tommy Boy Entertainment (WMG)                  | DE22 a (4 Wo.)DE | — | CH80 a (2 Wo.)CH | UK9 a Platin · (60 Wo.)UK | US15 a Platin · (… Wo.)US | Erstveröffentlichung: 3. März 1989 Verkäufe: + 1.300.000 |
| 1991 | De La Soul Is Dead Tommy Boy Entertainment (WMG)                      | DE12 (22 Wo.)DE | AT20 (12 Wo.)AT | CH17 (11 Wo.)CH | UK7 (11 Wo.)UK | US26 Gold · (17 Wo.)US | Erstveröffentlichung: 13. Mai 1991 Verkäufe: + 500.000   |
| 1993 | Buhlo͞one Mind State Tommy Boy Entertainment (WMG)                     | — | — | — | UK37 (2 Wo.)UK | US40 (7 Wo.)US | Erstveröffentlichung: 21. September 1993                 |
| 1996 | Stakes Is High Tommy Boy Entertainment (WMG)                          | DE91 (3 Wo.)DE | — | — | UK42 (2 Wo.)UK | US13 (9 Wo.)US | Erstveröffentlichung: 28. Juni 1996                      |
| 2000 | Art Official Intelligence: Mosaic Thump Tommy Boy Entertainment (WMG) | DE16 (9 Wo.)DE | AT31 (3 Wo.)AT | CH25 (12 Wo.)CH | UK22 Silber · (6 Wo.)UK | US9 (12 Wo.)US | Erstveröffentlichung: 7. August 2000 Verkäufe: + 60.000  |
| 2001 | AOI: Bionix Tommy Boy Entertainment (WMG)                             | — | — | CH60 (5 Wo.)CH | — | US136 (1 Wo.)US | Erstveröffentlichung: 4. Dezember 2001                   |
| 2004 | The Grind Date A.O.I. Records (AOI)                                   | — | — | CH89 (1 Wo.)CH | — | US87 (5 Wo.)US | Erstveröffentlichung: 4. Oktober 2004                    |
| 2012 | Plug 1 & Plug 2 Present… First Serve Play It Again Sam (PIAS)         | — | — | — | — | — | Erstveröffentlichung: 2. April 2012                      |
| 2016 | And the Anonymous Nobody A.O.I. Records (AOI)                         | DE22 (2 Wo.)DE | AT34 (1 Wo.)AT | CH12 (3 Wo.)CH | UK16 (2 Wo.)UK | US12 (3 Wo.)US | Erstveröffentlichung: 16. August 2016                    |